# Эпидемиология сточных вод
Эпидемиология сточных вод — общее название для методик оценки распространённости инфекционных заболеваний или употребления химических веществ на основании анализа сточных вод. Исследования производятся путём определения концентраций химических и биологических маркеров в сточных водах, поступающих из канализации на очистные сооружения с целью оценки количества возбудителей болезни или употреблённых химических веществ. Результаты анализа сравниваются с величиной населения, генерирующего сточные воды и делается оценка распространённости анализируемого фактора. Эпидемиологический анализ сточных вод был изначально разработан для выявления полиомиелита, но позже оказался полезен и при мониторинге употребления наркотиков, а с началом пандемии COVID был применён для оценки распространения коронавируса. Исследования по методикам эпидемиологии сточных вод являются междисциплинарными, в них участвуют специалисты по аналитической химии, микробиологии и вирусологии, а также специалисты по водоочистке и эпидемиологии.

## История
Оценка фактического количества инфицированных полиомиелитом представляла серьёзные трудности из-за особенностей заболевания: будучи инфекционным и очень опасным, полиомиелит зачастую протекает бессимптомно или может быть принят за другие заболевания. Оказалось возможным сделать оценку числа инфицированных через анализ бытовых сточных вод, первые эксперименты были предприняты в 1940—1945 годах в США, изучалось наличие полиовируса в канализации Нью-Йорка, Чикаго и других городов.
Методика совершенствовалась, и в 1984 году на основании 10 случаев полиомиелита в Финляндии был проделан тщательный анализ сточных вод. Результаты анализа позволили оценить реальный масштаб эпидемии в 100 000 человек инфицированных, после чего была начата кампания по всеобщей вакцинации, продолжавшаяся в течение 1984—1985 годов, прекратившая эпидемию.
В 2001 году была опубликована идея о возможности использовать анализ сточных вод для оценки употребления запрещённых субстанций. Такой метод позволил бы обойти личный фактор, препятствовавший получению достоверных данных при помощи опросов. Первое практическое исследование на основании выдвинутой идеи было сделано в Италии в 2005 году, анализировалось употребление кокаина. Затем аналогичные исследования были сделаны в других странах, в некоторых из них мониторинг стал постоянным, а список отслеживаемых веществ расширился.
К 2010 анализ сточных вод был осознан как важный инструмент регулярного анонимного анализа биохимических параметров жизнедеятельности людей и при поддержке Европейского центра мониторинга наркотиков и наркозависимости (EMCDDA) была организована европейская ассоциация Sewage analysis CORe group — Europe (SCORE). Ассоциация объединила независимые лаборатории, занимавшиеся эпидемиологией сточных вод, с целью координации усилий и выработки единых стандартов и протоколов исследований. С момента образования SCORE проводила регулярные исследования уровня употребления наркотиков в Европе и публиковала их в составе регулярных отчётов EMCDDA.
Использование методов эпидемиологии сточных вод было сочтено перспективным для мониторинга распространения основных инфекционных болезней, обсуждался возможный набор биомаркеров. По состоянию на 2020 год систематический мониторинг вёлся только в области полиомиелита, работ по другим инфекциям было недостаточно. 
С началом пандемии COVID мониторинг сточных вод был успешно применён для оценки масштабов распространения пандемии в США, первые эксперименты были начаты в 2020 году. По состоянию на 2022 год CDC (система центров по контролю и профилактике заболеваний в США) считает метод мониторинга сточных вод точным независимым источником данных о заболеваемости коронавирусом.

## Используемые методики
Для оценки уровня заболеваемости или уровня употребления вещества по сточным водам производятся количественные замеры уровня содержания патогенов или веществ в бытовых сточных водах, а потом путём расчётов определяется среднее содержание патогенов или употребление вещества на душу населения в районе, обслуживаемом очистными сооружениями.
Процесс сбора и обработки информации, как правило, включал в себя следующие этапы:
1. Определение географического района, предмета исследований и биомаркера либо химического соединения, ожидаемого в составе сточных вод. Определяемое в сточных водах вещество может как совпадать с предметом исследований, так и отличаться от него. В частности, для исследований употребления амфетамина и заражённости полиовирусом в сточных водах определялось наличие именно амфетамина и полиовируса. Однако для исследований употребления кокаина исследователи достигли успеха, исследуя содержание в воде продукта метаболизма кокаина — бензоилэкгонина.
2. Получение образцов из точки, где собираются сточные воды перед началом их обработки. Исследователи применяли как одноразовый забор, так и забор несколько раз в сутки с целью получить достоверную картину усреднённой суточной концентрации исследуемого биомаркера или вещества.
3. Анализ концентрации исследуемого биомаркера или вещества. Для определения содержания химических веществ чаще всего использовался метод жидкостной хроматографии и тандемной масс-спектрометрии.
4. Для оценки общего количества биомаркера или вещества, собираемого с исследуемой территории, общий объём сточных вод умножался на найденную на предыдущем этапе концентрацию. Исходя из сведений о выделении биомаркера или метаболизме исследуемого вещества в человеческом организме производился пересчёт общего количества биомаркера или вещества в количество вирусов в организме или величину принимаемого внутрь исходного вещества. И, наконец, при помощи демографических данных о населении исследуемой территории делался вывод о распространённости инфекции или количестве употребляемого химического вещества в расчёте на 1000 человек населения.

Точность определения минимальных уровней наличия биомаркеров, особенно актуальная для контроля инфекционных заболеваний, росла по мере совершенствования лабораторных методов. В 1960-х годах порогом считалось обнаружение 1 инфицированного полиомиелитом на 250 человек населения, в 2001 году была продемонстрирована чувствительность 1 на 10 000 человек, по состоянию на 2021 она составляла 1 инфицированного на 100 000 человек.

## Отслеживаемые патогены и вещества

### Полиовирус
Исторически полиовирус был первым объектом систематических усилий по выявлению его содержания в сточных водах. Успехи, достигнутые в превентивном выявлении и предупреждении вспышек в ряде стран привёл к разработке рекомендаций ВОЗ по регулярному контролю распространения вируса. Рекомендации были изданы в 2003 году специальным документом ВОЗ и применяются в большинстве стран мира на уровне государственных программ. По состоянию на 2019 год благодаря принятым мерам полиовирус был ликвидирован почти повсеместно, опасность заражения диким полиовирусом PV-1 сохранялась только в Афганистане и Пакистане.

### Вирус SARS-CoV-2
Методы анализа сточных вод были применены с первых дней пандемии COVID в США. Анализы продемонстрировали высокую достоверность и повторяемость результатов, в сентябре 2020 года в рамках Центров по контролю и профилактике заболеваний США была организована Национальная система контроля сточных вод (National Wastewater Surveillance System NWSS). По состоянию на начало 2022 года данные, собираемые NWSS считались важным независимым источником сведений о распространении коронавируса в США.

### Наркотические вещества
Хотя метод контроля сточных вод успешно опробован для нескольких десятков психоактивных препаратов, но основной интерес для исследований представляют шесть наркотиков: MDMA, мефедрон, кокаин, амфетамин, метамфетамин и марихуана.

## Этические и юридические вопросы
Юридический статус исследований сточных вод представляется вполне законным при анализе образцов, собранных с большой территории. При сужении географической привязки образцов до квартала или отдельного домовладения возможна юридическая коллизия, так как законодательство может трактовать такой анализ как обыск. В частности, в США обыск без соответствующей санкции недопустим согласно Четвёртой поправке, аналогичные нормы есть и в законодательстве других стран. Вместе с тем исследователи отмечали, что при необходимости выявления и пресечения распространения опасных инфекционных заболеваний такие санкции вполне оправданны и скорее всего будут получены.
Этические проблемы обнародования результатов исследований по методикам эпидемиологии сточных вод могли бы включать разнообразные социальные последствия для объектов исследований. В частности, публикация неблагоприятных результатов исследования сточных вод школы или студенческого кампуса потенциально могла бы нанести им заметный репутационный ущерб, а результаты исследования стоков пенитенциарного учреждения могли бы стать основанием для ужесточения режима содержания заключённых. Европейская ассоциация Sewage analysis CORe group — Europe (SCORE) в марте 2016 года приняла рамочный документ об основах этичных исследований по методикам эпидемиологии сточных вод, с целью унифицировать подходы в этой области.